# Dubovac, Croația
Dubovac este un sat în partea de est a Croației, în Cantonul Brod-Posavina. La recensământul din 2001 avea o populație de 441 locuitori. Aparține administrativ de comuna Gornji Bogićevci.